# Férfi 10 méteres szinkronugrás a 2018-as úszó-Európa-bajnokságon
A 2018-as úszó-Európa-bajnokságon a műugrás férfi szinkron 10 méteres versenyszámának fináléját augusztus 9-én délután rendezték a Royal Commonwealth Poolban.

## Versenynaptár
Az időpontok helyi idő szerint olvashatóak (GMT +00:00).
| Dátum                         | Időpont | Forduló |
| ----------------------------- | ------- | ------- |
| 2018. augusztus 9., csütörtök | 13:30   | Döntő   |

## Eredmény
| # | Versenyző                              | Ország                   | Pontok | Pontok | Pontok | Pontok | Pontok | Pontok | Pontok |
| # | Versenyző                              | Ország                   | F1     | F2     | F3     | F4     | F5     | F6     | Össz.  |
| - | -------------------------------------- | ------------------------ | ------ | ------ | ------ | ------ | ------ | ------ | ------ |
|   | Alekszandr Bondar / Viktor Minibajev   | Oroszország (RUS)        | 52,20  | 51,00  | 83,64  | 74,52  | 71,04  | 90,72  | 423,12 |
|   | Matthew Dixon / Noah Williams          | Egyesült Királyság (GBR) | 51,60  | 50,40  | 75,24  | 69,12  | 80,58  | 72,96  | 399,90 |
|   | Vlagyimir Harutunjan / Lev Szargiszjan | Örményország (ARM)       | 47,40  | 43,20  | 76,80  | 65,28  | 79,92  | 84,24  | 396,84 |
| 4 | Timo Barthel / Florian Fandler         | Németország (GER)        | 47,40  | 48,00  | 71,04  | 63,36  | 67,50  | 63,36  | 360,66 |
| 5 | Artsziom Baruszki / Vadzim Kaptur      | Fehéroroszország (BLR)   | 52,80  | 48,00  | 70,08  | 65,70  | 46,53  | 71,04  | 354,15 |